# Charles-Marie de La Grandière
Pour les articles homonymes, voir De La Grandière.
Charles-Marie de La Grandière, seigneur du Bois-Gauthier (Civières, dans l'Eure), né le 17 février 1729 à Brest et mort le 22 mars 1812 à Rennes, est un officier de marine français des XVIIIe et XIXe siècles. Il sert dans la marine royale pendant la seconde moitié du XVIIIe siècle et se distingue à plusieurs reprises pendant la guerre d'indépendance des États-Unis. Promu chef d'escadre et décoré de la Grand-croix de l'Ordre de Saint-Louis et de l'Ordre de Cincinnatus, il reste fidèle au Roi au début de la Révolution française, refuse toutes nouvelles promotions et se retire du service.

## Biographie

### Origines et famille
Charles-Marie de La Grandière naît le 17 février 1729 à Brest, il est le troisième fils Hubert-Maximilien de La Grandière (1672-av. 1736) et de Françoise Olive Le Picard de Norey d'Estelan (morte après 1700). Son père, est le premier de la famille à s'engager dans la Marine royale, en 1689, et parvient au grade - relativement modeste - de lieutenant de vaisseau. Son frère ainé Hubert (1717-1741), disparaît en mer à l'âge de 24 ans, tout comme son deuxième frère, Claude-Jean, qui disparait en mer en 1744. Ses deux sœurs cadettes entrent dans les ordres. Ursule-Urbanne (1730-1790) entre à la Maison royale de Saint-Louis à Saint-Cyr; alors qu'Urbane Marie Claude (1736-1820) entre chez les carmélites à Morlaix.
La famille de La Grandière descend de Jean de la Grandière, maintenu dans sa noblesse par décision du Parlement de Rouen, en Normandie, datée du 6 décembre 1666. La famille est alors relativement désargentée. Ses oncles sont contraints de vendre une partie de la seigneurie du Bois-Gauthier aux religieuses bénédictines pour payer la dot de Marie-Madeleine reçue à Saint-Cyr 1686, puis religieuse bénédictine à Vernon. C'est certainement à cause du dénuement dans lequel sa famille se trouvait en Normandie que ses parents « émigrèrent » en Bretagne près du beau-père d'Hubert-Maximilien : Noël-Augustin Le Picard de Norey d'Estelan, ancien lieutenant de vaisseau et capitaine de compagnie franche de la Marine.

### Carrière dans la Marine royale
Comme son grand-père maternel, son père et ses deux frères, Charles-Marie de La Grandière entre dans la Marine royale en tant que volontaire en 1741, à l'âge de douze ans, au début de la guerre de Succession d'Autriche. Il intègre une compagnie de Gardes de la Marine en 1745, à l'âge de seize ans. L'accès à La Royale est alors réservée aux enfants de la noblesse. Sa carrière suit alors une progression régulière. Il est promu au grade d'enseigne de vaisseau en 1751.
Promu lieutenant de vaisseau le 17 avril 1757, il combat pendant la guerre de Sept Ans contre les Britanniques, mais c'est pendant la guerre d'indépendance des États-Unis qu'il aura l'occasion de se distinguer. Il reçoit un brevet de capitaine de vaisseau le 24 mars 1772, après trente et une années de service. Le 24 juillet 1778, il commande le vaisseau L'Indien, 64 canons, lors du combat d'Ouessant sous les ordres du comte d'Orvilliers.
Il commande Le Conquérant, un vaisseau de 74 canons, et se distingue lors de la bataille du cap Henry le 16 mars 1781, également connue sous le nom de première bataille de Chesapeake, sous les ordres du chevalier des Touches, en soutenant victorieusement le feu de plusieurs vaisseaux. Dans ses Souvenirs maritimes, Scipion de Castries écrit :

« Le Conquérant commandé par M. de La Grandière était chef de ligne. Ce vaisseau combattit de la manière la plus brillante et la plus valeureuse. Il eut à faire en même temps avec deux vaisseaux de sa force et se battit contre tous les deux à la fois, de si près que nous les avons crus accrochés. Ce terrible combat dura vingt minutes. Le Conquérant fut très maltraité : il perdit une grande partie de son équipage et le duc de Laval qui était sur ce vaisseau avec sa compagnie de grenadiers en eut les trois quarts tués ou blessés. M. de La Grandière était d'une piété exemplaire et communiait plusieurs fois par semaine. Des deux vaisseaux qu'il combattait, l'un quitta tout à fait la ligne et ne prit plus part au combat, l'autre la quitta pendant quelque temps pour se réparer. Le Conquérant soutint le combat jusqu'à la fin, mais il était horriblement maltraité… »

Fait Commandeur de Saint-Louis, par brevet du 1er janvier 1782, il reçoit une pension de 800 livres sur le budget de l'ordre. Il rallie l'escadre du comte de Grasse et participe au combat des Saintes les 9 et 12 avril 1782. Promu au grade de chef d'escadre des armées navales le 25 août 1784, il décoré de la Grand-croix de Saint-Louis. Il est nommé Gouverneur de la Marine à Brest le 21 décembre 1791 et contre-amiral le 1er janvier 1792 (nouvelle appellation du grade de chef d'escadre). Mais, fidèle à son serment de fidélité au Roi, il décline ces nominations et se retire du service.
Il meurt le 22 mars 1812 à Rennes, à l'âge de 87 ans.
Son petit-fils, Pierre-Paul de La Grandière (1807-1876), sera vice-amiral et gouverneur de Cochinchine.